# Cerodontha lineella
Cerodontha lineella är en tvåvingeart som först beskrevs av Zetterstedt 1838.  Cerodontha lineella ingår i släktet Cerodontha och familjen minerarflugor. Arten är reproducerande i Sverige. Inga underarter finns listade i Catalogue of Life.